# Digitalis ferruginea
La digitale bruna (Digitalis ferruginea L.) è una pianta erbacea della famiglia delle Plantaginaceae.

## Descrizione
La digitale bruna una pianta erbacea perenne.
Le foglie sono lanceolate, a margine intero o dentellato con una peluria sui bordi.
Nella zona fiorale le foglie si trasformano in brattee verdi, lunghe e lineari.
Il fusto è dritto può raggiungere una altezza di 1,20 m.
I fiori di colore ocra hanno la caratteristica forma di un dito che dà il nome alla pianta digitalis (da dito).
Il frutto è una capsula che giunto a maturità si apre liberando numerosi semi molto piccoli (0.1-0.2 mm).

## Distribuzione
Cresce nei boschi e nei prati dell'Europa meridionale e del Medio oriente.